# Joey Castillo
Joseph William Castillo (ur. 30 marca 1966 w Gardenie w stanie Kalifornia) – amerykański perkusista, były członek zespołu rockowego Queens of the Stone Age (dołączył w 2002 roku i zastąpił Dave’a Grohla). Rozstał się z zespołem w 2012. W latach 1994–2002 Castillo był perkusistą amerykańskiego zespołu Danzig. W 2014 roku dołączył do zespołu rockowego California Breed, w którym zastąpił Jasona Bonhama. Wraz z grupą występował do jej rozwiązania w 2015 roku. Tego samego roku dołączył do zespołu Scotta Weilanda, the Wildabouts. Rok później powrócił do składu grupy Danzig, w której zastąpił Johnny’ego Kelly'ego.
Muzyk jest endroserem instrumentów firm Latin Percussion, DW i Zildjian.

## Dyskografia
| - Wasted Youth – Get Out Of My Yard! (1986) - Wasted Youth – Black Daze (1988) - Sugartooth – Sugartooth (1994) - Danzig – 5 Blackacidevil (1996) - (zilch) – 3•2•1 (1998) - Danzig – 6:66 Satan’s Child (1999) - Mass Mental? – Live In Tokyo (2000) - Son Of Sam – Songs From The Earth (2001, gościnnie) |  | - (zilch) – Skyjin (2001) - Danzig – I Luciferi (2002) - Mark Lanegan Band – Bubblegum (2004) - Queens of the Stone Age – Lullabies to Paralyze (2005) - Eagles of Death Metal – Death by Sexy (2006) - Queens of the Stone Age – Era Vulgaris (2007) - Boots Electric – Honkey Kong (2011) - The BossHoss – Liberty of Action (2012) |